# Markgraafschap West-Ligurië
Het markgraafschap West-Ligurië (Italiaans: Marca Liguria Occidentale) was een historisch land in het huidige Italië. Een andere benaming is Marca Aleramica naar de eerste markgraaf. Het omvatte een smalle landstrook van Vercelli tot aan de Ligurische kust tussen Loano en Savona, welke laatste stad ook zetel van het bestuur was.

## Geschiedenis
In 950 begon koning Berengarius II van Italië van het Huis Ivrea met een militaire reorganisatie van Noordwest-Italië ten zuiden van de Po met de bedoeling om aanvallen van de Saracenen vanaf zee beter af te kunnen slaan. Hiertoe richt hij drie nieuwe markgraafschappen in, waar hij een aantal getrouwen aanstelde als markgraaf:
- Marca di Torino of Marca Arduinca, waar Arduin Glaber, stamvader van het huis der Arduiniden, markgraaf werd;
- Marca Liguria Occidentale of  Marca Aleramica, waar Aleramo van Monferrato, stamvader van het huis der Aleramiden, markgraaf werd; Aleramo werd achteraf een schoonzoon van Berengarius II.
- Marca Liguria Orientale of Marca Obertengha, waar Oberto van Luni, stamvader van het huis Obertenghi, markgraaf werd.

Het gebied ten noorden van de Po (met uitzondering van het gebied rond Vercelli) bleef als verkleinde versie van het markgraafschap Ivrea (of Marca Anscarica) bestaan en werd verder geregeerd door leden van het Huis Ivrea.
Het markgraafschap West-Ligurië kreeg de volgende grenzen van Berengarius II: in het noorden de Po; in het oosten de Orba (rivier), een zijrivier van een zijrivier van de Po; in het zuiden de Ligurische Zee; in het westen de rivier Tanaro, een zijrivier van de Po.
Na de dood van Aleramo werd zijn gebied verdeeld tussen zijn zoon Anselm en kleinzoon Willem. Zij kregen respectievelijk het zuiden en het noorden, dat zich ontwikkelde tot het markgraafschap Monferrato. Het zuidelijke deel, de kuststreek rond de stad Savona, bleef nog enige tijd een eenheid, maar raakt gedurende de 12e eeuw verdeeld in een aantal verschillende markgraafschappen, waarvan sommige tot in de 16e eeuw onafhankelijk wisten te blijven.

## Markgraven
- 950 – 991: Aleramo
- 991 – ca 1010: Anselm I van West-Ligurië, ook Anselmus van Monferrato of Anselmus van Savona genoemd.
- ca 1010 – ca 1027: Anselm II
- ca 1027 – 1084: Otto/Teto
- 1084 – 1125: Bonifatius

Na zijn dood werd het territorium verdeeld over zijn zeven zonen.